# Oedipoda miniata
Oedipoda miniata (Pallas, 1771) è un insetto ortottero della famiglia Acrididae.

## Descrizione
Questa piccola cavalletta ha una livrea altamente mimetica, di colore dall'ocra al grigio, con bande trasversali scure molto evidenti. Le ali posteriori, che in posizione di riposo sono nascoste sotto le tegmine, sono di colore rosato.

## Distribuzione e habitat
Questa specie è ampiamente diffusa nella regione paleartica. La sua presenza in Italia si riteneva ristretta alla Sardegna e alla Sicilia, ma di recente è stata segnalata anche in Emilia-Romagna, all'interno del Parco regionale della Vena del Gesso Romagnola.

## Tassonomia
Sono note le seguenti sottospecie:
- Oedipoda miniata miniata (Pallas, 1771)
- Oedipoda miniata atripes Bey-Bienko, 1951
- Oedipoda miniata mauritanica Lucas, 1849